# Paul Althaus der Ältere

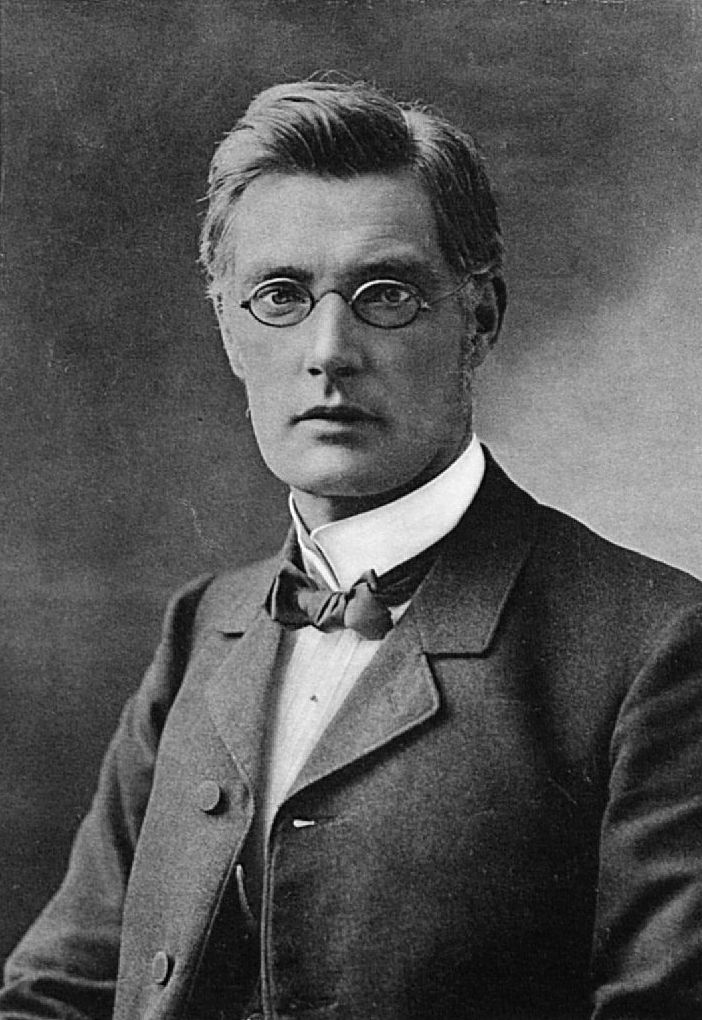
Paul Althaus (1861–1925)

Adolf Paul Johannes Althaus (auch Paul Althaus d. Ä./senior; * 29. November 1861 in Fallersleben; † 9. April 1925 in Leipzig) war ein deutscher evangelisch-lutherischer Theologe und Professor an den Universitäten von Göttingen und Leipzig.

## Werdegang
Althaus studierte Theologie in Erlangen und Göttingen. In Göttingen trat er im Wintersemester 1881/82 dem Studenten-Gesangverein der Georgia-Augusta (heute Studentische Musikvereinigung Blaue Sänger) im Kartellverband Deutscher Studenten-Gesangvereine bei und wurde dort 1884 philistiert. Er war zwischen 1887 und 1897 als Seelsorger in Obershagen tätig und wurde 1896 an der Universität Greifswald bei Hermann Cremer zum Doktor der Theologie promoviert. 1897 wurde er außerordentlicher, 1899 ordentlicher Professor für praktische und systematische Theologie in Göttingen. Im selben Jahr wurde er außerdem Ehrenphilister des Göttinger Wingolf. 1912 folgte er einem Ruf als ordentlicher Professor für Systematische Theologie und Neutestamentliche Wissenschaft nach Leipzig. Von 1914 bis 1915 und von 1919 bis 1920 war Althaus Dekan der Theologischen Fakultät der Universität Leipzig.
Einer seiner Söhne war der gleichnamige Theologe Paul Althaus (1888–1966).

## Schriften (Auswahl)
- Die historische und dogmatische Grundlage der lutherischen Taufliturgie. Feesche, Hannover 1893.
- Dogmatische Begründung der Neutest. Aussagen über die Taufe. Bertelsmann, Gütersloh 1896.
- Die Heilsbedeutung der Taufe im Neuen Testament. Bertelsmann, Gütersloh 1897.
- Frömmigkeit und Sittlichkeit nach evangelischer Auffassung. Dieterich, Göttingen 1906.
- Luther als der Vater des evangelischen Kirchenliedes. Deichert, Leipzig 1917.
- Forschungen zur evangelischen Gebetsliteratur. Bertelsmann, Gütersloh 1927 (Reprint bei Olms, Hildesheim 1966).